# ボルシー

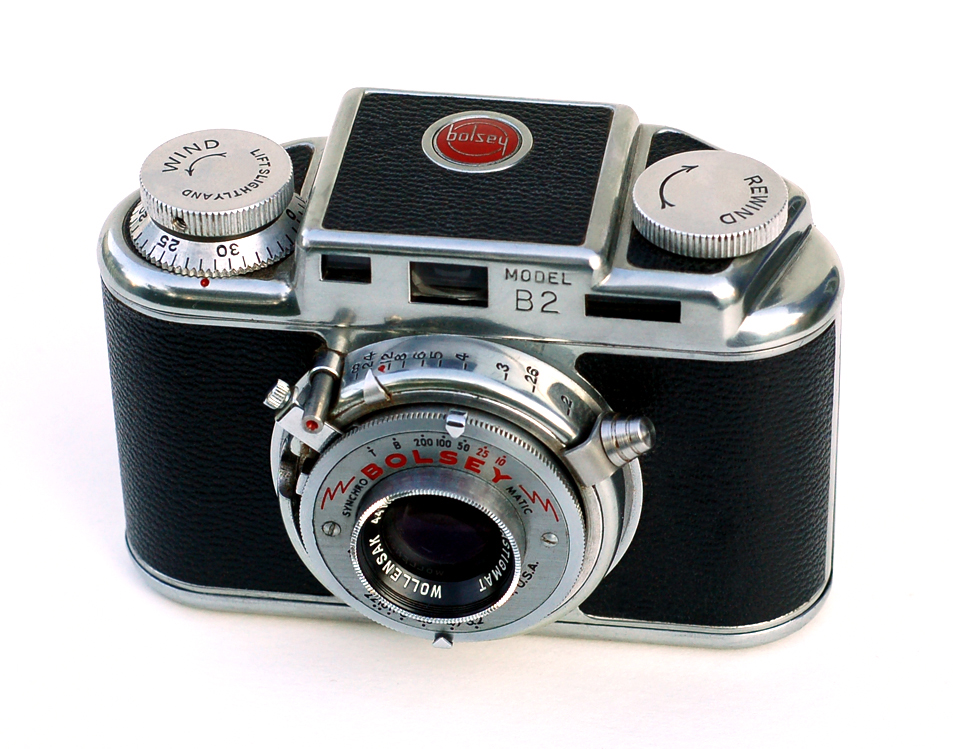
ボルシーB2

ボルシー (Bolsey) は、1947年にジャック・ボゴポルスキーが設立したアメリカ合衆国のカメラメーカー「ボルシーアメリカ」(Bolsey Corporation Of America)、およびそれが製造販売したカメラである。
ボルシーアメリカはアルパのアメリカ代理店も務めていたが、1956年にウィットナーに売却され廃業した。

## 注意点
ボルシーA、B、Cシリーズに共通の注意点として、フィルム巻き上げの前に巻き上げノブをいったん上に引き上げてから回す必要があり、フィルム巻き上げとシャッターチャージが完了されると巻き上げノブが止まる。シャッターを切らなくてもノブを上に引き上げればまた巻き上げられるのでフィルムの無駄遣いをする可能性がある。スプロケット回転でシャッターチャージをするためフィルム装填しないとシャッターが切れず故障と勘違いされることがある。フィルム巻き戻しにはロックがなく巻き戻しノブを回せば巻き戻せる。カメラボディー両肩横のネジを緩めると5 mmほど出た状態で固定され、これがストラップ金具となる。

## 製品一覧

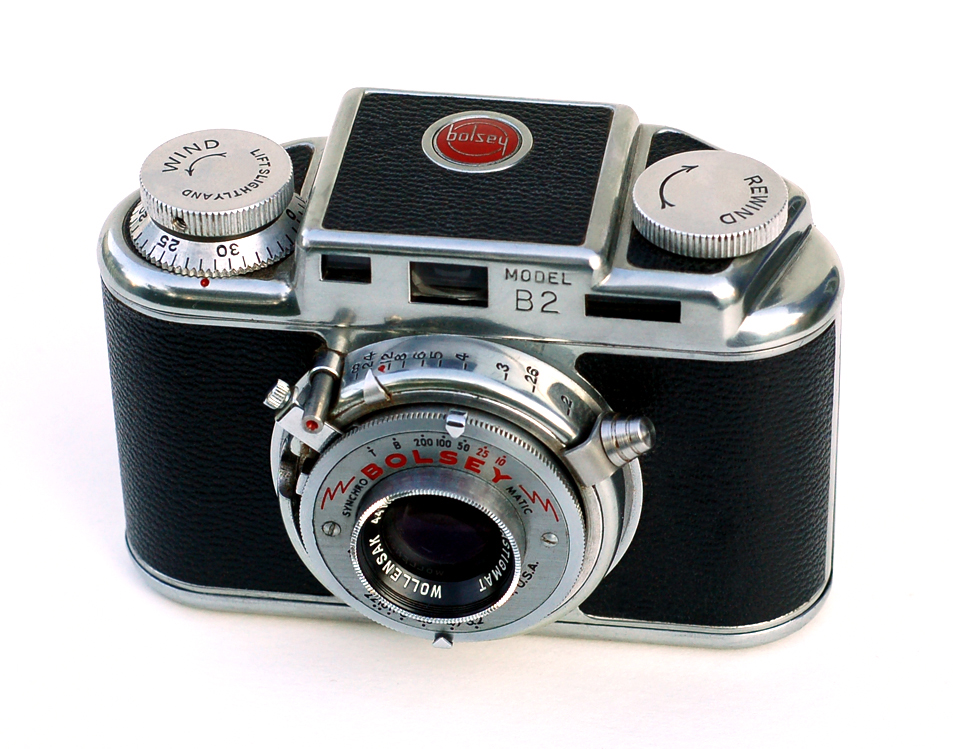
ボルシーB2

### ボルシーBシリーズ
上下合致式の距離計を備える。135フィルムを使用し24×36 mm（ライカ）判。厚みを増して横幅を105 mmに抑え、お握り型の特徴的な形状である。
- ボルシーB（Bolsey B, 1947年発売） - 固定装着レンズはウォレンサック製ウォレンサックアナスチグマート (Wollensak Anastigmat) 44 mm F3.2. アメリカ空軍用モデルとアメリカ陸軍用モデルがある。
- ボルシーBスペシャル (Bolsey B Secial) - レンズがシャッターごと外れ、クローズアップ撮影用の接写リングを挿入できるようになっている。アメリカ空軍用モデルがある。
- ボルシーB2（Bolsey B2, 1949年発売） - 二重露光防止装置を備えた。
- ボルシーB22（Bolsey B22, 1953年発売） - 絞りと撮影距離が連動するセットオマチック (Set-O-Matic) を備えた。
- ボルシージュビリー（Bolsey Jubilee, 1955年発売） - コーティングされたシュタインハイル製ボルシーシュタインハイルアナスチグマート (Bolsey-Steinnheil-Anastigmat) 45 mm F2.8レンズを装着する。シャッターはアルフレッド・ゴーティエ製プロンター。
- ボルシーB3（Bolsey B3, 1956年発売） - ボルシージュビリーの普及版。

### ボルシーCシリーズ
ボルシーBシリーズをベースとした二眼レフカメラで、上下合致式距離計や透視ファインダーもそのまま装備している。135フィルムを使用し24×36 mm（ライカ）判。
- ボルシーC（Bolsey C, 1950年発売） - 固定装着レンズはウォレンサックアナスチグマート44 mm F3.2. シャッターはシンクロボルシーマチックでシャッター速度はB. 1/10秒から1/200秒。1955年まで生産された[1]。
- ボルシーC22（Bolsey C22, 1956年発売） - 絞りと撮影距離が連動するセットオマチック (Set-O-Matic) を備えた。

### ボルシーAシリーズ
ボルシーBシリーズから距離計を除いた簡易版。135フィルムを使用し24×36 mm（ライカ）判。
- ボルシーA（Bolsey A, 1953年頃発売） - 固定装着レンズはウォレンサックアナスチグマート44 mm F4.5. シャッターはエバーセットでシャッター速度はB, 1/25秒、1/50秒、1/100秒。廃業に伴いデザインは LaBelle に売却され"LaBelle Pal"として販売された。

### ボルシー8シリーズ
8mmムービーカメラ。
- ボルシー8 (Bolsey 8) - 非常にコンパクトで一コマ撮影も可能。
- ボルシーユニセット8 (Bolsey Uniset 8)

### その他

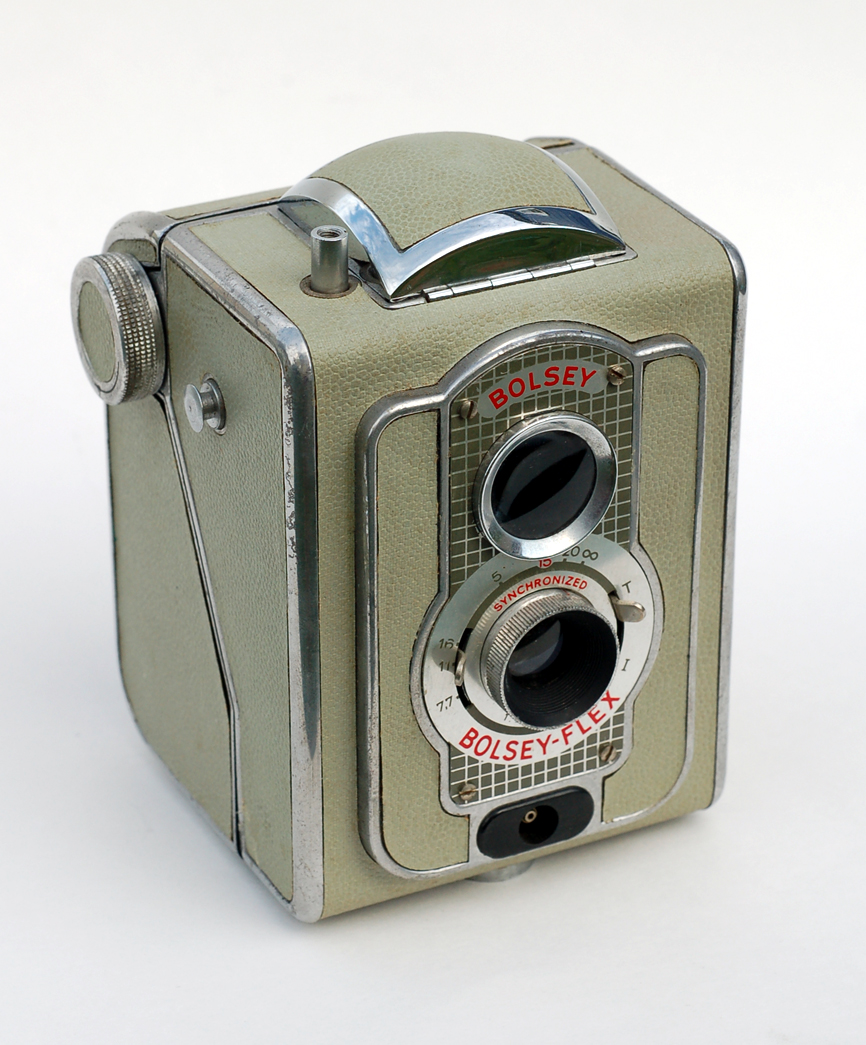
ボルシーフレックス前期型

- ボルシーエクスプローラー (Bolsey Explorer) - ピント合わせは目測、前玉回転式。ドイツのブラウンからOEM供給された。装着レンズはシュタインハイル製カッサー (Cassar) 45 mm F2.8. 135フィルムを使用し24×36 mm（ライカ）判。
- ボルシーフレックス (Bolseyflex) - ドイツのメーカー Ising が製造した"Pucky"カメラとほぼ同一でOEM供給された。装着レンズは80 mm F7.7. ビューファインダー周囲が丸形になっている前期型と、角形になっている後期型が知られている。120フィルムを使用し6×6 cm判。